# Kdepim
kdepim je balíček softwaru z projektu KDE (projekt KDE PIM – Personal Information Management), který je určen pro správu osobních údajů (kontakty, emaily, …).

## Seznam programů
- Akregator – čtečka RSS/Atom kanálů
- KMail – oficiální emailový klient KDE
- KAddressBook – kniha adres
- KOrganizer – kalendář a organizátor času
- KonsoleKalendar
- KPilot – náhrada za software pro Palm
- Kandy – synchronizátor s mobilním telefonem (nyní nahrazen programem OpenSync)
- KArm – sledování stráveného času
- KNotes – poznámky na lístečcích na pracovní ploše
- KAlarm – budíček
- KNode – newsový klient
- Kontact – zastřešuje všechny programy z KDE PIM
- KJots